# Coussarea urbaniana
Coussarea urbaniana är en måreväxtart som beskrevs av Paul Carpenter Standley. Coussarea urbaniana ingår i släktet Coussarea och familjen måreväxter. Inga underarter finns listade i Catalogue of Life.